# Ressourcentheorie
Ressourcentheorien beschreiben die Möglichkeiten von Individuen und Unternehmen anhand der Ausstattung mit materiellen und immateriellen Ressourcen. Im Unterschied zu (betriebs)wirtschaftlichen Ressourcentheorien, die die Lage von Unternehmen betrachten (siehe dazu Ressourcenorientierung), beschäftigen sich psychologische und soziologische Ressourcentheorien  mit der Lebenssituation von Individuen.

## Psychologie
Im Unterschied zu (betriebs)wirtschaftlichen Ressourcentheorien, beschäftigen sich psychologische und soziologische Ressourcentheorien nicht mit Organisationen, sondern mit Individuen. Es existieren mehrere psychologische Ressourcentheorien zu Teilaspekten der Ressourcennutzung.

### Ressourcen(austausch)Theorie von Foa und Foa
Die Ressourcen(austausch)theorie von Foa und Foa erfasst die Bedeutung von Ressourcen zur Gestaltung von Lebensführung und zwischenmenschlichen Beziehungen. Die Autoren erstellen sechs Ressourcenklassen Liebe, Dienstleistungen, Güter, Geld, Informationen und sozialer Status, die nach dem Grad ihrer Konkretheit und ihrer Einzigartigkeit einander zugeordnet sind. Ressourcen erhalten ihre Wertigkeit über subjektive und kulturelle Bedeutungszuschreibungen und vor allem über den Wert, den sie für den Austausch mit anderen Ressourcen haben, um darüber die eigenen sozialen Beziehungen und die Lebensgestaltung zu verbessern oder weitere Ressourcen hinzuzugewinnen.

### Theorie der Ressourcenerhaltung
Hobfoll führt mit seiner Theorie der Ressourcenerhaltung, die Entstehung von individuellem und sozialem Stress auf Veränderungen (insbes. reale oder drohende R.-Verluste) der zur Verfügung stehenden Ressourcen zurück. Er kann zeigen, dass Ressourcenverluste, insbes. solche, die zur Aufrechterhaltung des Individuums, der Familie oder des Lebenskontextes dienen, zu schwerwiegenden Stress-Reaktionen führen. Ressourcenverluste beeinträchtigen massiv die Entwicklung und Entfaltung von zusätzlichen Ressourcen und hindern schlussendlich daran, anstehende belastende Lebensanforderungen zu bewältigen.

### Das SAR-Modell
Das systemische Anforderungs-Ressourcen-Modell (SAR-Modell) nach Peter Becker betrachtet das Zusammenspiel von Ressourcen und Anforderungen auf verschiedenen biopsychosozialen Systemebenen und untersucht deren Auswirkungen auf die Gesundheit. Damit rücken die die wechselseitige Abhängigkeit von Menschen und (sozialer) Umwelt in der Zugänglichkeit, Nutzung und Handhabung von Ressourcen und die damit gekoppelten Ressourcenaustauschprozesse in den Fokus. Die dem Modell von Becker zugrunde liegende Idee, Ressourcen und Belastungen gegenüberzustellen, wird bereits in dem transaktionalen Stressmodell von Lazarus formuliert und wird gegenwärtig von Franz-Christian Schubert als transaktionale Ressourcenkonzeption weitergeführt.

## Soziologie
In der Soziologie wird eine ressourcentheoretische Analyse auch dafür verwendet, um soziale Ungleichheit zu beschreiben. Pierre Bourdieu thematisiert in einer Untersuchung sowie in seinem Buch Sozialer Sinn die Akkumulation verschiedener Ressourcen als den Mechanismus, der eine vorteilhafte Stellung in der Gesellschaft dauerhaft absichern kann und sie auch an nachfolgende Generationen "vererbbar" macht. Er unterscheidet ökonomische, soziale und kulturelle Ressourcen, die er als Kapitalarten bezeichnet (siehe Kapital).